# Марами (Квинсленд)
Марами (англ. Maramie) — населённый пункт и сельская местность в районе Карпентария, Квинсленд, Австралия. В 2016 году население Марами составило 13 человек.

## География
Марами находится в северо-западной части штата Квинсленд. Расстояние до Нормантона (центра района) составляет 260 километров. К югу от населённого пункта находится национальный парк Стаатен Ривер.

## Название
Местность получила своё название от ручья Марами, который так был назван Фрэнсисом Ласселлесом Джардином и Александром Уильямом Джардином в честь пресноводных раков (известных им как марами), которых они поймали в ручье.

## Демография
По данным переписи 2016 года, население Марами составляло 13 человек. Из них 40 % были мужчины, а 60 % — женщины. Средний возраст населения составил 26 лет.